# Діївська волость
Діївська волость — адміністративно-територіальна одиниця Катеринославського повіту Катеринославської губернії. Волосний центр — Діївка. 

## Історія
Населення у 1886 році: 10545 мешканців. Площа: 220,08 км². Включала 13 поселень, об'єднаних у 6 сільських громад. 
Найбільші поселення:
- село Діївка (3824 мешканців) при річках Дніпро,  Річиця.
- село Діївка - 2 —  виникло близько 1896 року, при річках Дніпро,  
Річиця.
- село Нові Кодаки (у російському джерелі — Нові Кайдаки) (1800 осіб) при річці Дніпро,
- село Таромське (1552 особи) при р. Дніпро,
- село Карнаухівка (1393 особи) при р. Дніпро,
- село Сухачівка (1140 особи) при р.  Дніпро,  Річиця та Війтиха,
- село Карнаухівські хутори (633 особи) при річках Суха Сура та Війтиха.

Нині більша частина території волості входить до складу Дніпропетровська.